# Riekoperla montana
Riekoperla montana är en bäcksländeart som beskrevs av Günther Theischinger 1985. Riekoperla montana ingår i släktet Riekoperla och familjen Gripopterygidae. Inga underarter finns listade i Catalogue of Life.